# 突董
突董（？—780年），又作突董统、董突，回纥汗国贵族，官至梅禄（大臣），药罗葛氏，合骨咄禄毗伽可汗顿莫贺达干的叔父。
英义建功毗伽可汗移地健时，率回纥使团留驻长安。以“九姓胡”商人常冒回纥名，杂居京师，殖货纵暴。唐德宗建中元年（780年），受德宗之命率众归国，辎重众多，途至振武（今内蒙古和林格尔县西北），滞留三月，厚取补给，每天食肉千斤。放纵属下践踏禾稼，振武百姓深受其苦。振武军留后张光晟想要杀他，取其辎重。因害怕他的势力强，没有敢轻举。当时九姓胡商人以族人多被顿莫贺执杀，于是献计张光晟，劝他杀死突董等人。张光晟对于回纥自相残杀很高兴，派副将过其馆门，不为行礼。突董大怒，鞭打张光晟副将。张光晟乘势率兵掩杀。突董及所率九百余人同时被害，引起回纥众怒。德宗贬张光晟，遣册封使源休送归其遗骸。顿莫贺达干于是没有追究。